# Rupert Mayer
Rupert Mayer foi um sacerdote jesuíta alemão, beatificado pela Igreja Católica, e que ficou conhecido como o Apóstolo de Munique.

## História
Foi ordenado sacerdote em 1899. Entre 1906 e 1911 fez viagens apostólicas pela Alemanha, Suíça e Holanda e, em 1912, foi enviado a Munique. Na Primeira Guerra Mundial foi capelão militar, sendo condecorado por heroísmo com a Cruz de Ferro. Ferido na frente de batalha, onde dava assistência religiosa e espiritual aos soldados em combate, teve uma das pernas amputadas. Ficou conhecido e popular por denunciar abertamente os enganos dos comunistas e dos nazistas na Alemanha do pós-guerra.
Após a ascensão de Hitler, foi um crítico destemido do governo e da ideologia nazista. Por isto foi duas vezes preso pela Gestapo, e em 1937 foi submetido a julgamento perante o "Tribunal do Povo" e depois enviado ao campo de concentração de Orianienburg-Sachsenhausen, em 1940, aos sessenta e três anos de idade. Foi solto meses depois por temerem os nazistas que a sua morte o transformasse em mártir.
Até o final da guerra esteve confinado em um mosteiro da Ordem de São Bento, até que fosse libertado pelos aliados. Retornou à atividade sacerdotal em Munique onde sempre gozou de grande prestígio e respeito. Veio a falecer durante a missa, enquanto pregava a homilia da festa de Todos os Santos.